# Oxidercia
Oxidercia é um gênero de traça pertencente à família Arctiidae.